# فوهة صدمية
الفوهة الصدمية، هي انخفاض في سطح جسم فلكي صلب ناتج عن اصطدام شديد السرعة بجسم أصغر. وعلى النقيض من الفوهات البركانية، التي تتشكل نتيجة الانفجارات أو الانهيارات الداخلية، فإن الفوهات الصدمية تتميز عادة بحواف مرتفعة وأرضيات منخفضة الارتفاع مقارنة بالمناطق المحيطة. وعادةً ما تكون الفوهات الصدمية دائرية، لكنها قد تأخذ أشكالًا بيضاوية أو حتى غير منتظمة نتيجة أحداث مثل الانهيارات الأرضية. تتنوع أحجام الفوهات الصدمية من حفر مجهرية كما هو الحال في الصخور القمرية التي أُعيدت إلى الأرض بواسطة برنامج أبولو، إلى منخفضات بسيطة على شكل أوعية، وصولاً إلى أحواض ضخمة معقدة متعددة الحلقات. ومن الأمثلة البارزة لفوهة صدمية صغيرة على الأرض فوهة بارينجر.

## نبذة
تُعد الفوهات الصدمية من المعالم الجغرافية السائدة في العديد من الأجرام الصلبة ضمن النظام الشمسي، بما في ذلك القمر وعطارد وكاليستو وغانيميد ومعظم الأقمار الصغيرة والكويكبات. أما في الكواكب والأقمار التي تشهد عمليات جيولوجية سطحية نشطة، مثل الأرض والزهرة وأوروبا وآيو وتيتان وتريتون، فإن الفوهات الصدمية المرئية أقل شيوعًا نظرًا لتعرضها للتآكل أو الدفن أو التحول بفعل العمليات التكتونية والبركانية مع مرور الوقت. يُفضل استخدام مصطلحات مثل "البنية الصدمية" أو "الأثر النجمي" (astrobleme) عندما تُدمر هذه العمليات أغلب المعالم الأصلية للفوهة. في الكتابات القديمة كانت تُستخدم مصطلحات مثل "الانفجار الغامض" أو "البنية البركانية الغامضة" لوصف ما يُعرف الآن بالمعالم الناتجة عن الصدمات على الأرض وذلك قبل التعرف على أهمية الفوهات الصدمية بشكل واسع.
تُسجل الفوهات الصدمية على الأسطح القديمة جدًا، مثل عطارد والقمر والمرتفعات الجنوبية للمريخ، فترة من القصف الكثيف في النظام الشمسي الداخلي منذ حوالي 3.9 مليار سنة. ومنذ ذلك الحين، انخفض معدل تكوّن الفوهات على الأرض بشكل كبير، ولكنه لا يزال ملحوظًا. إذ تشهد الأرض، في المتوسط، ما بين اصطدام إلى ثلاثة اصطدامات كبيرة بما يكفي لتشكيل فوهة بقطر 20 كيلومترًا كل مليون سنة. وهذا يشير إلى أنه ينبغي وجود عدد أكبر من الفوهات الشابة نسبيًا على سطح الأرض مقارنة بما تم اكتشافه حتى الآن. ويتغير معدل تكوّن الفوهات في النظام الشمسي الداخلي نتيجة الاصطدامات في حزام الكويكبات، مما يؤدي إلى ظهور مجموعات من الشظايا التي غالبًا ما تُرسل إلى النظام الشمسي الداخلي. من الأمثلة على ذلك، عائلة كويكبات باپتيستينا التي يُعتقد أنها تسببت في زيادة كبيرة في معدل الاصطدامات بعد تصادم وقع قبل 80 مليون سنة. ويُحتمل أن يكون معدل تكوّن الفوهات الصدمية في النظام الشمسي الخارجي مختلفًا عن الداخلي.

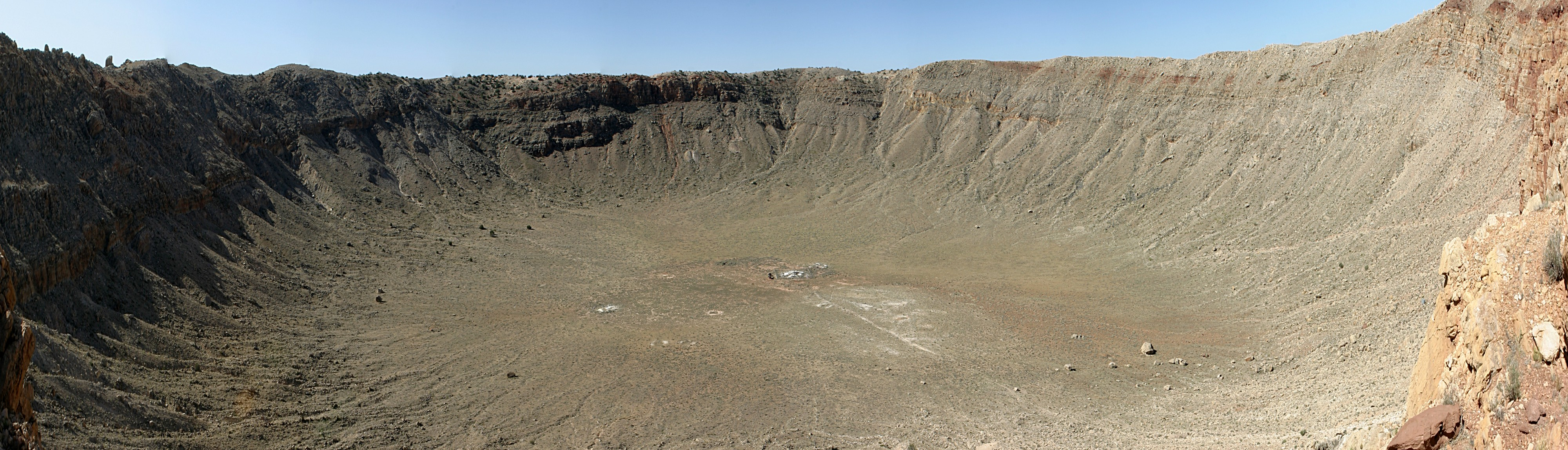
منظر داخلي لفوهة بارينجر الصدمية بولاية أريزونا بالولايات المتحدة الأمريكية.

وعلى الرغم من أن العمليات النشطة على سطح الأرض تدمر بسرعة السجل الصدمي، فإنه تم التعرف على حوالي 190 فوهة صدمية أرضية. تتراوح أقطار هذه الفوهات بين عشرات الأمتار إلى حوالي 300 كيلومتر، وتتنوع أعمارها من أوقات حديثة (مثل فوهات سيخوت-ألين في روسيا التي شوهدت عند تشكلها عام 1947) إلى أكثر من ملياري سنة، مع أن معظمها يعود إلى أقل من 500 مليون سنة نظرًا لأن العمليات الجيولوجية تميل إلى محو الفوهات الأقدم. وتوجد هذه الفوهات بشكل رئيسي في المناطق المستقرة داخل القارات. أما الفوهات تحت سطح البحر فقليلة الاكتشاف بسبب صعوبة مسح قاع المحيط، وسرعة تغير قاعه، واندساسه في باطن الأرض بفعل عمليات تكتونية الصفائح.

## تاريخ
كان دانييل إم. بارينجر، مهندس التعدين، مقتنعًا بالفعل في عام 1903 بأن الحفرة التي عثر عليها والمعروفة باسم (فوهة بارينجر) هي من أصل كوني. في حين افترض معظم الجيولوجيين في ذلك الوقت أنها تشكلت نتيجة لانفجار بخار بركاني.

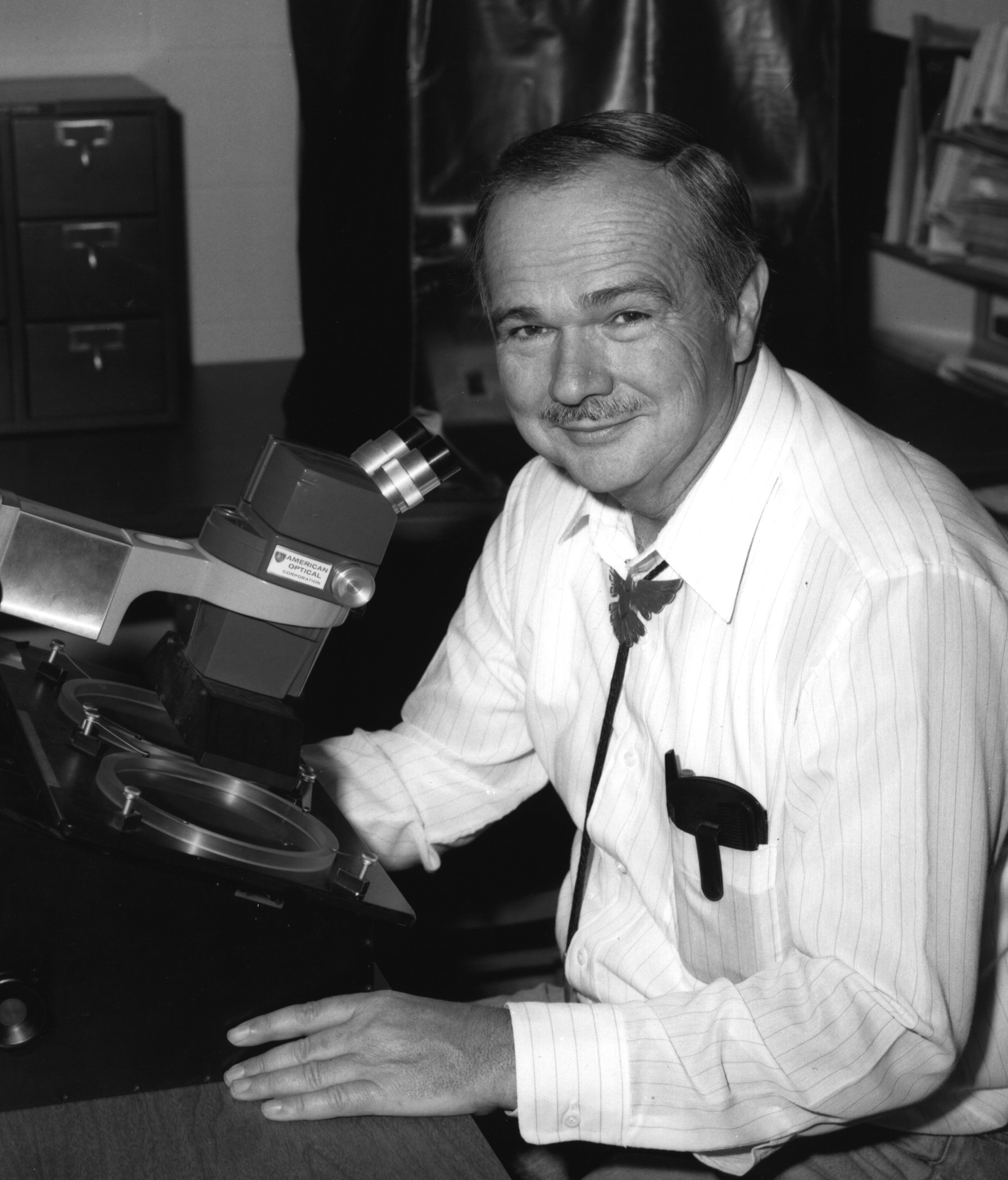
يوجين شوماكر، الباحث الرائد في مجال الحفر الصدمية، يستخدم المجهر البلوري لفحص قطع النيازك.

في عشرينيات القرن العشرين، درس الجيولوجي الأمريكي والتر بوشر عددًا من المواقع في الولايات المتحدة تعرف اليوم باسم الحفر الصدمية. وخلص إلى أنها نشأت بسبب حدث انفجاري عظيم، وأن هذه القوة ربما كانت بركانية الأصل. ومع ذلك، في عام 1936، أعاد الجيولوجيان جون د. بون وكلود سي. ألبريتون جونيور النظر في دراسات بوشر وخلصا إلى أن الحفر التي درسها ربما تكونت نتيجة الاصطدامات.
اقترح جروف كارل جيلبرت في عام 1893 أن فوهات القمر تشكلت نتيجة اصطدامات كويكبات كبيرة. كتب رالف بالدوين في عام 1949 أن فوهات القمر كانت في الغالب من أصل اصطدامي. وفي حوالي عام 1960، أعاد يوجين ميرل شوميكر إحياء الفكرة. وفقُا ديفيد هـ. ليفي، فإن شوميكر رأى "الحفر الموجودة على القمر كمواقع تصادم منطقية لم تتشكل تدريجيًا على مدى دهور ولكن بشكل انفجاري وفي ثوانٍ فقط".
درس شوميكر ديناميكيات تأثير فوهة النيزك للحصول على درجة الدكتوراه في جامعة برينستون (1960) تحت إشراف هاري هاموند هيس. لاحظ شوميكر أن حفرة النيزك أظهرت خصائص مشابهة لاثنين من الحفر الناتجة عن اختبارات القنبلة الذرية التي أجريت في موقع اختبار نيفادا، ولا سيما جانجل يو في عام 1951 و تيبوت إيس في عام 1955. وفي عام 1960، اكتشف إدوارد سي تي تشاو معدن الكوزيت (وهو شكل من أشكال ثاني أكسيد السيليكون) في فوهة النيزك مما يثبت أن الحفرة تشكلت بفعل اصطدام ولّد درجات حرارة وضغوطًا عالية للغاية. وتبع هذا الاكتشاف تأكيد وجود الكوزيت في صخور السوويت في منطقة نوردلينغر ريس، مما أثبت أصلها الصدمي.
بدأ كارليل سميث بيلز وزملاؤه في المرصد الفلكي الدومينيوني في فيكتوريا، كندا، وولف فون إنغلاردت من جامعة توبنغن في ألمانيا بحثًا منهجيًا عن الفوهات الصدمية. وبحلول عام 1970، حددوا مبدئيًا أكثر من 50 فوهة. وعلى الرغم من أن عملهم كان مثيرًا للجدل، إلا أن عمليات الهبوط على القمر ضمن برنامج أبولو والتي كانت جارية آنذاك قدمت أدلة داعمة من خلال دراسة معدل تكون الفوهات الصدمية على القمر. ونظرًا لأن عمليات التآكل على القمر تكاد تكون معدومة، فإن الفوهات تبقى قائمة. وحيث إن معدل تكون الفوهات على الأرض يُتوقع أن يكون مماثلًا لذلك على القمر، أصبح من الواضح أن الأرض تعرضت لعدد أكبر بكثير من الاصطدامات مما يُمكن رؤيته عند عد الفوهات الظاهرة.

## تكون الفوهة
تتشكل الفوهات الصدمية نتيجة تصادمات عالية السرعة بين أجسام صلبة، بسرعات تفوق بشكل كبير سرعة الصوت في تلك المواد. وينتج عن هذه الاصطدامات فائقة السرعة تأثيرات فيزيائية مثل الانصهار والتبخر، وهي تأثيرات لا تحدث في الاصطدامات تحت الصوتية المعتادة. على الأرض، عند تجاهل تأثيرات التباطؤ الناتج عن الغلاف الجوي، فإن أقل سرعة اصطدام ممكنة لجسم قادم من الفضاء تعادل سرعة الهروب الجذبية، أي حوالي 11 كيلومترًا في الثانية. أما أسرع الاصطدامات فتحدث بسرعة تصل إلى حوالي 72 كيلومترًا في الثانية، في "أسوأ سيناريو" حيث يصطدم جسم في مدار شبه قطع ناقص عكسي بالأرض. بينما يبلغ متوسط سرعة الاصطدام على الأرض حوالي 20 كيلومترًا في الثانية.
تؤدي تأثيرات الغلاف الجوي إلى تباطؤ سريع لأي جسم محتمل للاصطدام، خاصةً في أول 12 كيلومترًا من الغلاف الجوي، حيث توجد 90% من كتلته. تفقد النيازك التي تصل كتلتها إلى 7,000 كيلوجرام جميع سرعتها الكونية بسبب مقاومة الغلاف الجوي عند نقطة معينة (نقطة التباطؤ)، ثم تبدأ في التسارع مرة أخرى بفعل جاذبية الأرض حتى تصل إلى سرعتها النهائية التي تتراوح بين 0.09 و0.16 كيلومتر/ثانية. وكلما زاد حجم النيزك (مثل الكويكبات والمذنبات)، زادت السرعة الكونية التي يحتفظ بها. فعلى سبيل المثال، يحتفظ جسم بكتلة 9,000 كيلوجرام بحوالي 6% من سرعته الأصلية، بينما يحتفظ جسم بكتلة 900,000 كيلوجرام بحوالي 70%. أما الأجسام الضخمة جدًا (حوالي 100,000 طن) فلا تتأثر بالغلاف الجوي على الإطلاق، وتضرب الأرض بسرعتها الكونية الأصلية ما لم تتعرض للتفتت قبل الاصطدام.

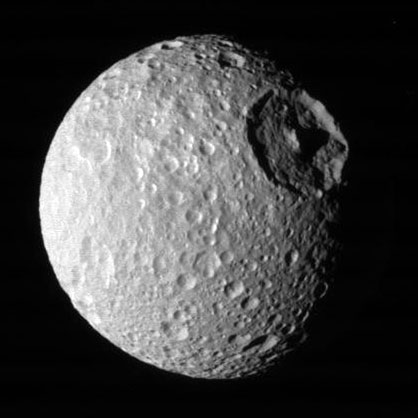
فوهة صدمية على سطح قمر تابع لزحل.

ينتج عن الاصطدامات بسرعات عالية موجات صدمة في المواد الصلبة، حيث يتعرض كل من الجسم الصادم والمادة المصطدمة لضغط عالي الكثافة بسرعة. فبعد الانضغاط الأولي، تتخلص المنطقة المضغوطة من الضغط الزائد بسرعة كبيرة، مما يؤدي إلى انفجار عنيف يُطلق سلسلة من الأحداث التي تؤدي إلى تكوين الفوهة الصدمية. ولذلك، فإن تشكّل الفوهات الصدمية يشبه إلى حد كبير التشكل الناتج عن المتفجرات العالية أكثر من الإزاحة الميكانيكية. في الواقع، إن كثافة الطاقة الناتجة عن تكوين الفوهات الصدمية تفوق بكثير تلك الناتجة عن المتفجرات. ونظرًا لأن الفوهات تتكون بفعل الانفجارات، فإنها تكون دائرية تقريبًا في معظم الأحيان – في حين أن الاصطدامات بزاوية منخفضة جدًا تُنتج فوهات بيضاوية الشكل بشكل ملحوظ.
عندما تحدث الاصطدامات على أسطح مسامية، مثل سطح القمر هيبريون، فقد تؤدي إلى انضغاط داخلي دون حدوث انبعاثات، مما يؤدي إلى ثقب السطح دون ملء الفوهات القريبة. قد يفسر هذا المظهر "الإسفنجي" لذلك القمر.
يمكن تقسيم عملية تكوّن الفوهات، من الناحية المفاهيمية، إلى ثلاث مراحل رئيسية:
- التلامس والانضغاط الأولي: حيث يحدث التصادم ويبدأ الانضغاط.
- الحفر: حيث يتم إزالة المواد وتوسيع الفوهة.
- التعديل والانهيار: حيث تبدأ الفوهة في الاستقرار وقد تحدث تغييرات هيكلية.

في الواقع، هناك تداخل بين هذه العمليات الثلاث، فقد يستمر الحفر في بعض المناطق بينما يكون التعديل والانهيار قد بدأ بالفعل في مناطق أخرى.